# Colias electo
Colias electo là một loài bướm ngày thuộc họ Bướm xanh. Nó được tìm thấy ở miền đông và nam Châu Phi, cũng như Arabia.
Sải cánh dài 35–40 mm đối với con đực và 32–40 mm đối với con cái. Con trưởng thành bay quanh năm, nhiều nhất vào từ tháng 4 đến tháng 8.
Ấu trùng ăn Medicago sativa, Trifolium, Vicia và Robinia pseudoacacia.

## Phụ loài
- Colias electo electo (Nam Phi, miền nam Mozambique, Namibia, Zimbabwe, Zambia)
- Colias electo hecate Strecker, 1905 (Angola, miền nam Zaire, miền bắc Zambia, tây bắc Malawi)
- Colias electo pseudohecate Berger, 1940 (Malawi, Tanzania, Kenya, Uganda, miền đông Zaire, Rwanda, Burundi, miền nam Sudan, miền nam Ethiopia, miền bắc Somalia)
- Colias electo meneliki Berger, 1940 (miền trung và bắc Ethiopia, Eritrea)
- Colias electo philbyi Berger, 1953 (miền nam và tây Arabia)
- Colias electo manengoubensis Darge, 1968

## Hình ảnh

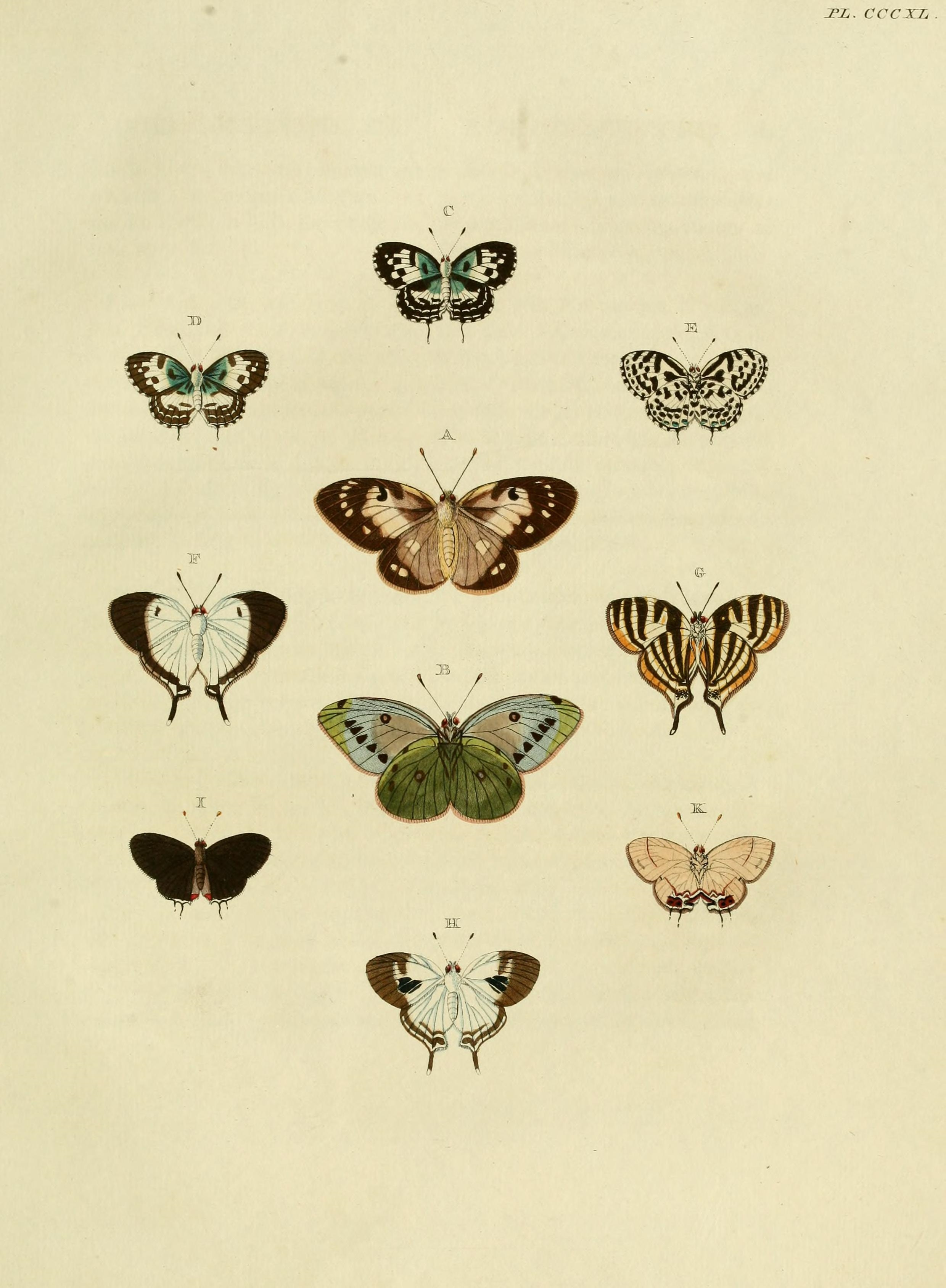